# Contribution des licences
 (janvier 2017).
Si vous disposez d'ouvrages ou d'articles de référence ou si vous connaissez des sites web de qualité traitant du thème abordé ici, merci de compléter l'article en donnant les références utiles à sa vérifiabilité et en les liant à la section « Notes et références ».
La contribution des licences est une autorisation délivrée à une personne de fabriquer et/ou de vendre des boissons sur le territoire d'une commune. C'est également l'impôt à payer pour bénéficier de cette autorisation.

## Dispositions générales
La contribution des licences est redevable, entre autres, au Bénin, au Cameroun, au Gabon, en Polynésie, au Sénégal

### Au Cameroun

#### Personnes imposables
Toute personne physique ou morale autorisée à vendre en gros ou détail ou à fabriquer des boissons, alcoolisées ou non, est soumise au paiement de la contribution des licences. Ainsi, les importateurs, producteurs et débitants de boissons doivent payer la licence.[réf. nécessaire]

#### Types de boisson
D'après le code général des impôts du Cameroun, est qualifiée de boisson non alcoolisée :
- la bière sans alcool provenant de la fermentation d'un mélange fait à base de malt, d'orge ou de riz, de houblon et d'eau ;
- le cidre ou le poiré résultant de la fermentation du jus de pommes et de poires fraîches ;
- tout jus fermenté de fruits frais a l'exception du vin.

Les boissons alcoolisées sont les bières, vins, liqueurs et toute autre boisson autre que celles citées précédemment. 

#### Tarifs et modalités de paiement
La contribution des licences est payée annuellement et uniquement par le contribuable autorisé à vendre ou à fabriquer des boissons sur le territoire d'une commune. Elle est due par chaque établissement, selon les mêmes règles que celles applicables à la contribution des patentes ou a l'impôt libératoire. La licence est fixée en fonction du chiffre d'affaires.
Le tarif de la contribution des licences est fixé comme suit :
| Types de boissons        | Assujettissement à la contribution des patentes | Assujettissement à l'impôt libératoire |
| ------------------------ | ----------------------------------------------- | -------------------------------------- |
| Boissons non alcoolisées | deux fois le montant de la contribution         | une fois le montant de l'impôt         |
| Boissons alcoolisées     | quatre fois le montant de la contribution       | deux fois le montant de l'impôt        |

### En Polynésie
En Polynésie, les droits sont fixés par zone géographique distincte, par catégorie de vente et par classe de commerce des boissons.